# Xã Soap Creek, Quận Davis, Iowa
Xã Soap Creek (tiếng Anh: Soap Creek Township) là một xã thuộc quận Davis, tiểu bang Iowa, Hoa Kỳ. Năm 2010, dân số của xã này là 643 người.